# Furna (Brava)
Furna (Crioulo cabo-verdiano, ALUPEC: Furna)  é uma aldeia na ilha Brava, em Cabo Verde. É o principal porto de entrada da ilha.

## Vilas próximas ou limítrofes
- Santa Bárbara, sul
- Mato Grande, sudoeste